# Чемпионат России по конькобежному спорту 1908
Чемпионат России по конькобежному спорту в классическом многоборье 1908 года — 20-й чемпионат России, который прошёл в 15 февраля 1908 года в Москве на катке Зоологического сада. В первенстве принимали участие только мужчины.
Чемпионом России стал москвич Николай Струнников, серебряным призёром — Евгений Бурнов (Москва). Третье место поделили Григорий Блювас (в других источниках — Георгий Блювас) (Санкт-Петербург) и Прокопий Лопухин (Саратов).
С 1908 года первенство разыгрывается на трех дистанциях 500, 1500 и 5000 метров. Для получения звания чемпиона России необходимо было победить на двух дистанциях. Последующие места распределялись по сумме очков на дистанциях. Все дистанции разыгрывались в один день.

## Результаты чемпионата. Мужчины
| место | спортсмен          | город           | очки | 500 м    | 1500 м     | 5000 м      |
| ----- | ------------------ | --------------- | ---- | -------- | ---------- | ----------- |
| 1     | Николай Струнников | Москва          | 3    | 51,0 (1) | 2.44,2 (1) | 9.36,0 (1)  |
| 2     | Евгений Бурнов     | Москва          | 8    | 53,4 (4) | 2.49,2 (2) | 9.46,8 (2)  |
| 3     | Григорий Блювас    | Санкт-Петербург | 12   | 52,0 (2) | 2.56,8 (5) | 10.13,8 (5) |
| 3     | Прокопий Лопухин   | Саратов         | 12   | 54,4 (6) | 2.53,0 (3) | 10.01,4 (3) |